# Округ Флеминг (Кентаки)
Флеминг (енгл. Fleming County) је округ у америчкој савезној држави Кентаки.

## Демографија
По попису из 2010. године број становника је 14.348, што је 556 (4,0%) становника више него 2000. године.
| Група             | 2000.          | 2010.          |
| Белци             | 13.359 (96,9%) | 13.858 (96,6%) |
| Афроамериканци    | 195 (1,4%)     | 183 (1,3%)     |
| Азијати           | 23 (0,2%)      | 32 (0,2%)      |
| Хиспаноамериканци | 103 (0,7%)     | 149 (1,0%)     |
| Укупно            | 13.792         | 14.348         |